# مارک فالکو
مارک فالکو (انگلیسی: Mark Falco؛ زادهٔ ۲۲ اکتبر ۱۹۶۰) بازیکن فوتبال اهل بریتانیا است.
از باشگاه‌هایی که در آن بازی کرده‌است می‌توان به باشگاه فوتبال کویینز پارک رنجرز، باشگاه فوتبال چلسی، باشگاه فوتبال تاتنهام هاتسپر، باشگاه فوتبال رنجرز، باشگاه فوتبال میلوال، و باشگاه فوتبال واتفورد اشاره کرد.